# Dancy
Dancy – miejscowość i gmina we Francji, w Regionie Centralnym, w departamencie Eure-et-Loir.
Według danych na rok 1990 gminę zamieszkiwało 189 osób, a gęstość zaludnienia wynosiła 19 osób/km² (wśród 1842 gmin Regionu Centralnego Dancy plasuje się na 950. miejscu pod względem liczby ludności, natomiast pod względem powierzchni na miejscu 1149.).